# Pieve Fissiraga
Pieve Fissiraga es una localidad y comune italiana de la provincia de Lodi, región de Lombardía, con 1.302 habitantes.

## Evolución demográfica
| Gráfica de evolución demográfica de Pieve Fissiraga entre 1861 y 2001 |
|                                                                       |
| Fuente ISTAT - elaboración gráfica de Wikipedia                       |